# Stachysanthes (Bulbophyllum)
Stachysanthes es una sección del género Bulbophyllum perteneciente a la familia de las orquídeas.
Se caracterizan por los pseudobulbos diminutos y las flores anaranjadas o blancas, amarillentas, verdosas, sin el más mínimo toque de color púrpura [excepto en B odoratum].

## Especies
1. Bulbophyllum agapethoides Schltr. 1911
2. Bulbophyllum alliifolium J.J.Sm. 1905
3. Bulbophyllum apodum Hook.f. 1890
4. Bulbophyllum armeniacum J.J.Sm. 1917
5. Bulbophyllum aureolabellum T.P. Lin 1975
6. Bulbophyllum caudatisepalum Ames & C.Schweinf. 1920
7. Bulbophyllum ceratostylis J.J.Sm.1904
8. Bulbophyllum coriaceum Ridl. ex Stapf 1894
9. Bulbophyllum devogelii J.J.Verm. 1991
10. Bulbophyllum dryas Ridl. 1915
11. Bulbophyllum drymoglossum Maxim. 1887
12. Bulbophyllum ebulbe Schltr. 1905
13. Bulbophyllum ebulbum King & Pantl. 1895
14. Bulbophyllum flavescens (Blume) Lindl. 1830
15. Bulbophyllum gibbosum Lindl. 1830
16. Bulbophyllum hymenanthum Hook.f. 1890
17. Bulbophyllum korthalsii Schltr.1907
18. Bulbophyllum leptosepalum Hook.f. 1890
19. Bulbophyllum longimucronatum Ames & C.Schweinf. 1920
20. Bulbophyllum lygeron J.J.Verm. 1991
21. Bulbophyllum mutabile Lindl. 1830
22. Bulbophyllum odoratum (Blume) Lindl. 1830
23. Bulbophyllum pauciflorum Ames 1912
24. Bulbophyllum perpendiculare Schltr. 1911
25. Bulbophyllum pocillum J.J.Verm. 1991
26. Bulbophyllum pugilanthum J.J.Wood 1994
27. Bulbophyllum rhizomatosum Ames & C.Schweinf. 1920
28. Bulbophyllum semperflorens J.J.Sm. 1907
29. Bulbophyllum sopoetanense Schltr. 1911
30. Bulbophyllum tectipes J.J.Verm. & P.O'Byrne 2003
31. Bulbophyllum teres Carr 1935
32. Bulbophyllum tokioi Fukuy. 1935
33. Bulbophyllum unguiculatum Rchb.f. 1850
34. Bulbophyllum vermiculare Hook.f. 1890
35. Bulbophyllum viridescens Ridl. 1908